# Lembah Damai
Lembah Damai is een bestuurslaag in het regentschap Pekanbaru van de provincie Riau, Indonesië. Lembah Damai telt 7403 inwoners (volkstelling 2010).